# وقف الأسرى
وقف الأسرى نوع من أنواع الأوقاف اهتمت به الدول الإسلامية والمسلمون في العصور الإسلامية سابقاً وقاموا بتنظيمه مالياً وإدارياً، وهو تخصيص أوقاف ثابتة لفكاك الأسرى وتخليصهم، واكتمل نظام وقف الأسرى في العصر المملوكي وأصبح له ضوابطه الشرعية وقوانينه المرعية، وقد كان عبد الرحيم بن علي البيساني، المعروف بـ القاضي الفاضل قد أوقف ريعاً كبيراً من أرضه وهو (دار ألْتُمُر) على فكاك الأسرى المسلمين، وقد ذكرت كتب التاريخ والتراجم العديد من الشخصيات التي تولت وقف الأسرى، أعني نظر ديوان وقف الأسرى.
التعريف الإفرادي:
الوقف لغةً: هو التحبيس أو التسبيل بمعنى واحد وهو لغة الحبس، ويقال وقفت كذا أي حبسته، ولا يقال أوقفته إلا في لغة تميمية، والوقف مصدر وقف، ويقال وقف الشيء، وأوقفه، وحبسه، وأحبسه، وسبله، كلها بمعنى واحد.
الوقف اصطلاحاً: هو الوقف الذي يشترك فيه عدد من الأشخاص أو الجهات في حبس مال، أو أموال يمتلكونها على جهة واحدة، أو متعددة بشروط معينة، وإدارة معينة في عقد واحد، أو عقود متعددة متلاحقة.
الأسرى: كلمة أسَرَ يَأسِر أَسْرًا وإسارًا، فهو آسِر، والمفعول مَأْسور وأسير، ونقول أسَر جُنديًّا أي قبض عليه وأخذه أسيرًا في الحرب، وهم من وقعوا في أيدي العدوِّ، أثناء الحرب أو القتال، وجُلِبوا إلى أرض أحد طرفي النزاع، لا حول لهم ولا قوة.
التعريف المركب:
وقف الأسرى: هو تخصيص أوقاف ثابتة مخصصة لفكاك الأسرى وتخليصهم، وقد اهتمت به الدول الإسلامية والمسلمون سابقاً وقاموا بتنظيمه مالياً وإدارياً.

## التطور التاريخي لوقف الأسرى
لقد تنافس سلاطين الدولة المرينية (٦١٠ - ٨٦٩هـ)، في وقف الأوقاف من أجل فكاك الأسرى، ويأتي على رأس هؤلاء السلاطين أبو فارس بن عبد العزيز العباس المريني (٧٩٦ - ٧٩٩هـ)، والسلطان عبد الحق بن أبي سعيد (٨٢٣ - ٨٦٩ هـ)، وفي العهد الوطاسي (٨٧٧ - ٩٥٧هـ)، استمر الحكام يقفون الأوقاف الصالح افتكاك الأسرى، فقد وُجدت حوالة حبسية تحمل رقم (٩٢١) بخزانة القرويين، يوصي فيها السلطان أبو عبد الله محمد البرتغالي بأموال عقارية لافتكاك الأسرى.
واكتمل نظام وقف الأسرى في العصر المملوكي، حيث أصبح له ضوابطه الشرعية وقوانينه المرعية، وأصبح عملاً مؤسسياً منظماً، له ديوان خاص به، يقوم على شؤونه ناظر، له حقوق وعليه واجبات، ضمن أسس وقوانين يعمل بمقتضاها، ويختار لهذا المنصب من تكون فيه صفتا الأمانة والديانة (القوي الأمين)، ويذكر لنا القلقشندي "ديوان الأسرى" في معرض حديثة عن أنواع الوظائف الديوانية التي كانت سائدة في عصره، فيقول "نظر ديوان الأسرى، وهو التحدث في الأوقاف التي تُفدى بها الأسرى".

## صور الإسهامات في وقف الأسرى
- كان المعاصرون لصلاح الدين الأيوبي ورجال دولته وأفراد أسرته يقتدون به في تخصيص أوقاف للأسرى، فقلدوه في ذلك كما قلده المجاهدون في جهاده، وكان على رأس هؤلاء العلماء ومن أشهرهم عبد الرحيم بن علي البيساني المعروف بالقاضي الفاضل، وكان من وزراء السلطان صلاح الدين الأيوبي[3]، ومن أقرب المقربين منه، وقد وقف ريعاً كبيراً من أرضه وهو (دار ألْتُمُر)، على فكاك الأسرى المسلمين من يد العدو ببلاد الفرنج، وينقل الصفدي في الوافي بالوفيات فيقول، "كان للقاضي ريع عظيم يؤجره بمبلغ كبير، فلما عزم على الحج، ركب ومر به ووقف عليه، وقال "اللهم إنك تعلم أن هذا الخان ليس شيءٌ أحب إلىَّ منه، اللهم فاشهد أني وقفته على فكاك الأسرى من بلاد الفرنج".[2][4][5]
- وقال ابن كثير في حوادث سنة (699هـ)، وفي ثامن رجب خرج الشيخ تقي الدين بن تيمية، إلى مخيم بولاي، فاجتمع به في فكاك من معه من أسارى المسلمين، فاستنقذ كثيراً منهم من أيديهم.[16]
- بل إن بعض العلماء خصص مكافآت مالية لمن يعمل على تحرير أحد من الأسرى، فقد ذكر ابن الوردي في حوادث رمضان عام (726 هـ)، أنه وصل إلى دمشق مائة وأربعون أسيراً من بلاد الفرنج، وذلك أن قاضي القضاة جلال الدين، أشهد عليه أنه جعل لكل من يحضر أسيراً مبلغاً عينه، وكتب بذلك مكتوباً، وعَرَف الفرنج ذلك، فجعلوا الأسرى من تجاراتهم وأحضروهم، فأعطوا من وقف الأسرى ستين ألف درهم، وأطلقوا الأسرى بحمد الله تعالى.[17]
- وثيقة وقف السلطان حسن، أحد سلاطين المماليك في مصر، وفيها النص على خلاص المسجونين وفكاك أسرى المسلمين.[2][18]

## أسماء بعض من تولى وقف الأسرى
وقد ذكرت لنا كتب التاريخ والتراجم العديد من الشخصيات التي تولت هذا المنصب، أعني نظر ديوان وقف الأسرى، نذكر منهم:
1. تقي الدين يحى بن محمد السعيدي، من ذرية سعيد ابن زيد، أحد العشرة المبشرين بالجنة، توفي سنة (833 هـ)، ذكر السخاوي أنه أخذ عن عدد كبير من علماء عصره في شتى العلوم، وولي نظر المرستان المنصوري في مصر، ثم ولي نظر وقف الأسرى، وإفتاء دار العدل في الشام.[19]
2. إبراهيم بن عبد الرحمن بن محمد برهان الدين الزرعي، توفي سنة (872 هـ)، ناب في القضاء بدمشق مع نظر الأيتام بها، والمشاركة في وقف الأسرى، وقال السخاوي وكان من خيار القضاة ومحتشميهم، حسن السيرة كثير التودد والمكارم، طارحاً للتكلف.[6]
3. محمد بن أحمد بن ناصر بن خليفة بن فرح بن عبد الله بن عبد الرحمن الشمس بن الشهاب الباعوني الدمشقي الشافعي، توفي سنة (871 هـ)، عالم مبرز له مجموعة من المؤلفات، وخطب بالجامع الناصري بن منجك المعروف بمسجد القصب، وكذا بجامعة دمشق، وباشر نظر الأسرى والأسوار.[19]
4. محمد بن محمد بن يعقوب الجعبري الدمشقي، توفي سنة (810 هـ)، اشتغل بالعلم، وولي بعض مدارس دمشق، ونظر الأسرى وغيرها بدمشق، وولي كذلك قضاء صفد، وكان مشكور السيرة.[7]
5. عبد الله بن الحسن بن إسماعيل بن محبوب، توفي سنة (677 هـ)، ولي نظر الجوشخاناه ونظر بعلبك، ثم نظر جامع دمشق قليلاً، وولي نظر المارستان النوري، ونظر الأسرى، وكان مشهوراً بالأمانة والدين ومعرفة الكتابة، وكان عاقلاً، حسن المحاضرة، من أعيان البعلبكيين.[20]
6. علاء الدين ابن الصائغ محمد بن عبد القادر بن عبد الخالق بن خليل بن مقلد، توفي سنة (682 هـ)، ولي نظر الأسرى، وكان أميناً كافياً وافر الديانة.[5][20]
7. بهادر بن عبد الله الأمير سيف الدين السنجري، توفي سنة (696 هـ)، كان رجلاً سعيداً ولم يكن من الخير بعيداً، تنقل في النيابات بالحصون وغيرها، وولي عدة ولايات، منها نظر البيمارستان، ونظر الأسرى، ونظر البيوت، وصحابة الديوان بالجامع الأموي.[5]
8. علي بن عبد الخالق بن علي بن محمد بن الحسن أبو الحسن عز الدين، توفي سنة (670 هـ)، وكان من الصدور الأماثل، خبيراً بالكتابة وصناعة الحساب، قيماً بها، تولى عدة ولايات "شهادة ديوان بعلبك، ثم مشارفته، ثم نظره، وتولى نظر الأسرى بدمشق، ثم ولي نظر حمص.[21]
9. عبد الله بن عمر بن عيسى بن عمر البارنباري، توفي سنة (782 هـ)، درَّس عن أبيه بحلب، وباشر نظر الأسرى وغيرها.[7]
10. يحى بن محمد بن عبد الرحمن بن محمد بن حفاظ السلمي الدمشقي، توفي سنة (742 هـ)، أخذ العلم عن أكابر علماء عصره، وهو من بيت بدمشق معروف بالثروة، كان فيه شهامة وقوة نفس، وكان من الصدور، وولي نظر الأسرى، وشهادة الخزانة، وقد تسلَّم أكثر من منصب، قال ابن رافع كان شاهد الخزانة السلطانية، وناظر وقف الأسرى، وبستان وقف صدقة السر.[7][22]
11. عماد الدين محمد بن أحمد بن محمد بن محمد بن هبة الله الشيرازي الدمشقي، توفي سنة (749 هـ)، تولى نظر الأسرى، ثم نظر الجامع، ثم الحسبة.[22]
12. علي بن إبراهيم بن أسد المصري الحنفي ابن الأطروش السكاكيني، توفي سنة (758 هـ)، تولى في دمشق الحسبة، ونظر الأسرى، وتدريس المدرسة الخاتونية، ثم ردع إلى مصر، وولي المرستان المنصوري، والحسبة.[7]
13. يوسف بن محمد بن يوسف بن أحمد بن يحى بن محمد القرشي الدمشقي الشافعي، توفي سنة (774 هـ)، عني بالفقه والحساب، وكان يحفظ التنبيه، وولي وقف درس الكلاسة، وباشر نظر الأسرى وغيره ذلك.[7][8]
14. محمود بن علي بن إبراهيم القيصري، توفي سنة (780هـ)، شيخ الخانقاه الخاتونية، ونظر الربوة، وولي أيضاً نظر الأسرى، وكان مكيناً عند الناس، كثير الإفضال والمكارم.[7]

## وصلات خارجية
- وقف الأسرى في التأريخ الإسلامي
- النجوم الزاهرة في ملوك مصر والقاهرة